# Richard Schirrmann

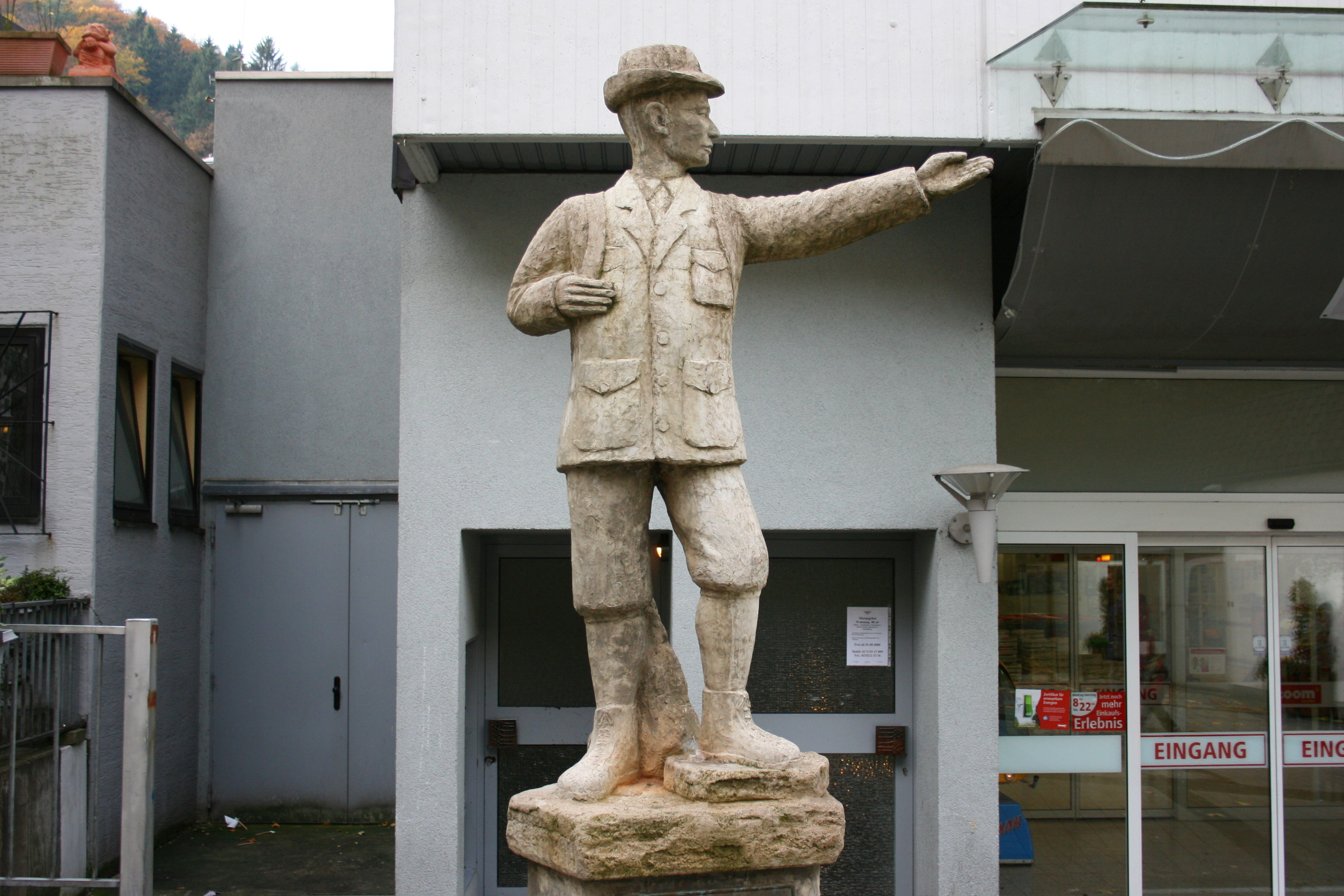
Richard-Schirrmann-Denkmal in Altena

Richard Ernst Otto Schirrmann (* 15. Mai 1874 in Grunenfeld, Kreis Heiligenbeil, Ostpreußen; † 14. Dezember 1961 in Grävenwiesbach) war ein deutscher Pädagoge. Er begründete das Deutsche Jugendherbergswerk.

## Leben
Richard Schirrmann wurde als Sohn eines Lehrers geboren. 1895 bestand er sein Staatsexamen und wurde selbst Lehrer. Zunächst unterrichtete er an einer Volksschule in Gelsenkirchen. Wegen des schlechten Wohnumfeldes der Schüler in dieser Industriestadt unternahm er mit ihnen häufig Wanderungen. Dies führte zu Problemen mit der Schulaufsicht. Man warf ihm vor, den normalen Unterricht zu Gunsten der Wandertage zu vernachlässigen. Deshalb wurde er 1903 nach Altena im Sauerland versetzt, wo er Mitglied des Sauerländischen Gebirgsvereins wurde.

### Jugendherbergsinitiative
Ab 1900 war er im Verband Deutscher Touristenvereine maßgeblich an der Schaffung eines Unterkunftsnetzes für Wanderer und Jugendgruppen beteiligt.

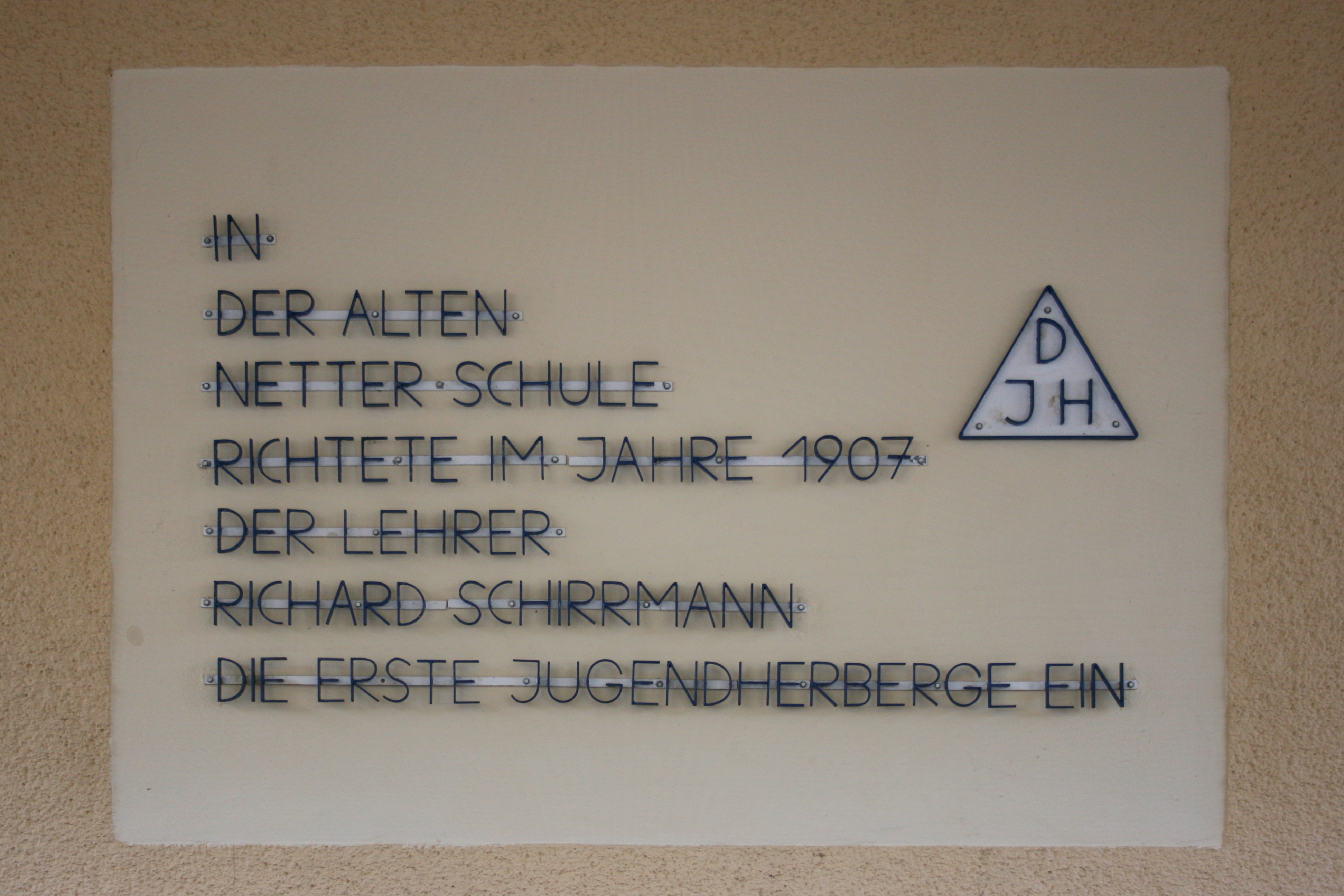
Gedenktafel an der Richard-Schirrmann-Realschule in Altena

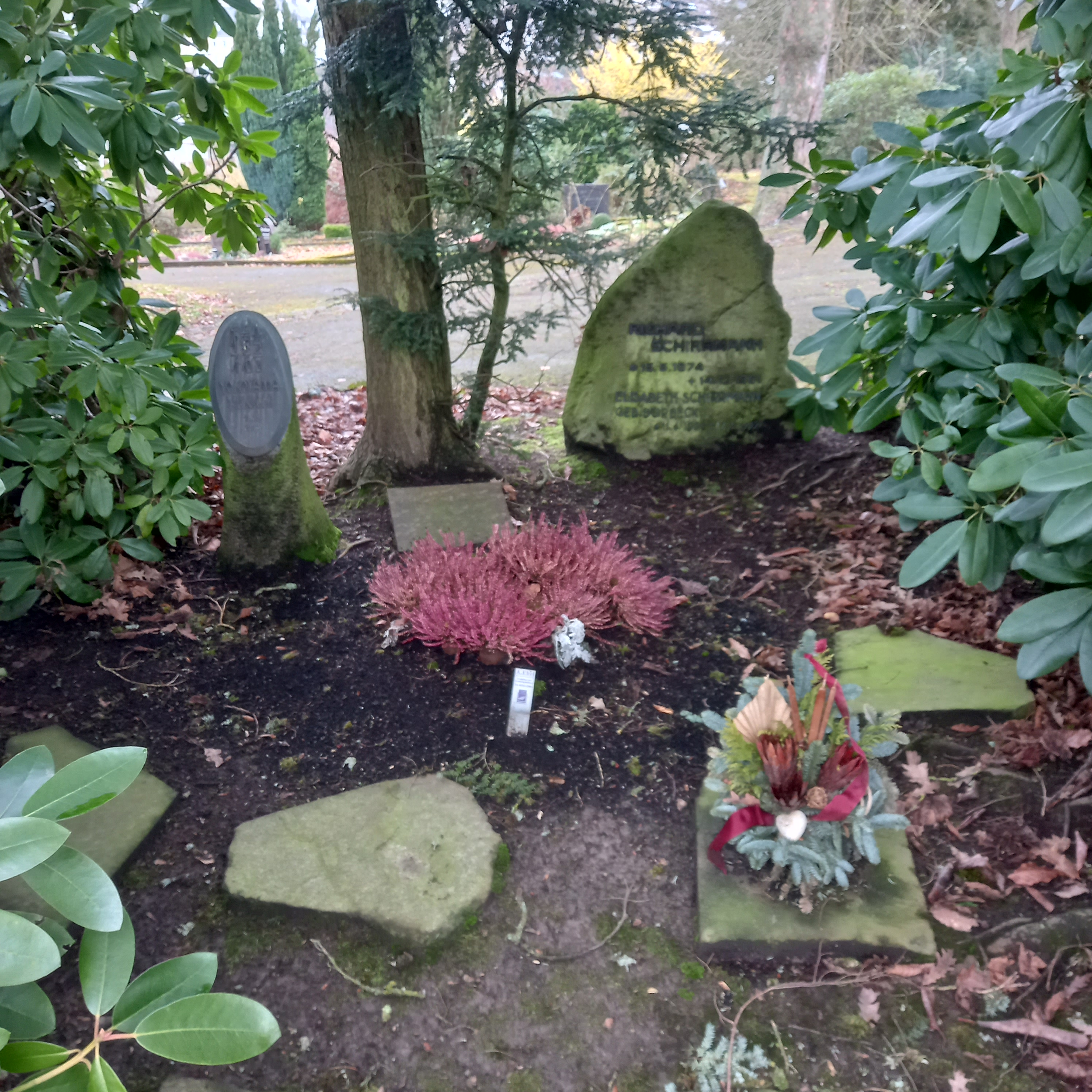
Das Grab von Richard Schirrmann und seiner Ehefrau Elisabeth geborene Borbeck auf dem evangelisch-lutherischen Friedhof Mühlendorf in Altena

1907 richtete Schirrmann eine erste Jugendherberge in der alten Netter Schule in der Nettestraße in Altena ein. Bei einer mehrtägigen Wanderung mit seinen Schülern, bei der die Gruppe während eines Unwetters mangels Alternativen spontan ein Behelfsquartier in der Dorfschule in Bröl (Hennef) einrichten musste, entwickelte Schirrmann am 26. August 1909 die Idee eines flächendeckenden Netzwerkes derartiger Jugendherbergen.
1910 verfasste er einen Beitrag für die Kölnische Zeitung, in dem er seine Ziele darlegte. Bald darauf erfuhr er mannigfache Unterstützung, unter anderem in Form von Spenden, und gewann mit dem Fabrikanten Wilhelm Münker einen engagierten Mitstreiter.
1912 zog die erste Jugendherberge in die Burg Altena um. Zur Gewährleistung eines dauerhaften Betriebes wurde Schirrmann dort auch der erste Herbergsvater.
Nach der Gründung des Reichsjugendherbergsverbandes 1919 ließ er sich 1922 vom Schuldienst beurlauben, um sich ganz auf seine neue Aufgabe konzentrieren zu können. Nach der Machtergreifung der Nationalsozialisten wurde er im September 1933 Unterbannführer in der Hitlerjugend (HJ), ab März 1934 auch Mitglied des NS-Lehrerbunds. Am 14. Juli 1936 wurde er wegen „schwerer Disziplinlosigkeit und HJ-schädigenden Verhaltens“ aus der HJ ausgeschlossen. Schirrmann richtete zwischen 1938 und 1945 verschiedene Beitrittsgesuche an die NSDAP, die allerdings abgelehnt wurden. Ebenso kritisierte er am Beginn der nationalsozialistischen Herrschaft die fehlende Ausrichtung der NS-Jugendpolitik auf Wandern und Natur.
1933–1936 war er Vorsitzender des Internationalen Jugendherbergsverbands (IYHF). 1948 machte er sich gemeinsam mit Münker an den Wiederaufbau des Jugendherbergswerks in Deutschland wie auch auf internationaler Ebene.
Schirrmann gelang es, die Städte und Gemeinden in den Aufbau und die Finanzierung der von ihm geplanten Herbergen einzubinden und so der Organisation Kontinuität zu sichern. Generationen von Schülern und Lehrern verbinden das Erlebnis Klassenfahrt mit dem Aufenthalt in einer Jugendherberge.
Das Bildarchiv Westfalen des LWL-Medienzentrums bewahrt den fotografischen Nachlass Richard Schirrmanns, sein schriftlicher Nachlass liegt größtenteils noch im Privatmuseum seiner Tochter Gudrun in Grävenwiesbach.

## Auszeichnungen/Ehrungen
Seine Arbeit wurde 1952 mit der Verleihung des Großen Verdienstkreuzes der Bundesrepublik Deutschland gewürdigt. Außerdem ernannten ihn die Stadt Altena und die Gemeinde Grävenwiesbach zum Ehrenbürger.
Der Sauerländische Gebirgsverein benannte einen seiner Hauptwanderwege Richard-Schirrmann-Weg. Im Jahr 1971 wurde in Wien-Donaustadt (22. Bezirk) die Schirrmanngasse und im Jahr 2008 in Stuttgart eine Staffel Richard-Schirrmann-Staffel nach ihm benannt. Die Benennung der Staffel in Stuttgart wurde jedoch wegen der Rolle von Richard Schirrmann im „Dritten Reich“ im Jahr 2010 rückgängig gemacht. Die Staffel zwischen Kerner- und Schützenstraße wurde in Paul-Löbe-Staffel umbenannt. Weitere Straßen (z. B. in Titisee-Neustadt, Mainz, Montabaur, Gießen, Lünen, Landshut, Wetzlar, Münster, Bischofsheim) sowie Schulen (z. B. in Hennef, Siegburg, Berlin, Altena, Hoisten, Essen) wurden ebenfalls zu seinen Ehren nach ihm benannt.